# Friona (Teksas)
Friona je grad u američkoj saveznoj državi Teksas. Prema popisu stanovništva iz 2010. u njemu je živjelo 4.123 stanovnika.